# Villa Margherita (Bordighera)
La villa Regina Margherita di Savoia è un polo museale situato nel comune di Bordighera, in via Romana, in provincia di Imperia.
La villa, fu la residenza privata della regina Margherita di Savoia che sovente frequentò Bordighera e la Liguria. L'edificio fa parte degli immobili tutelati dalla Soprintendenza per i Beni Architettonici e Paesaggistici della Liguria.

## Storia e descrizione

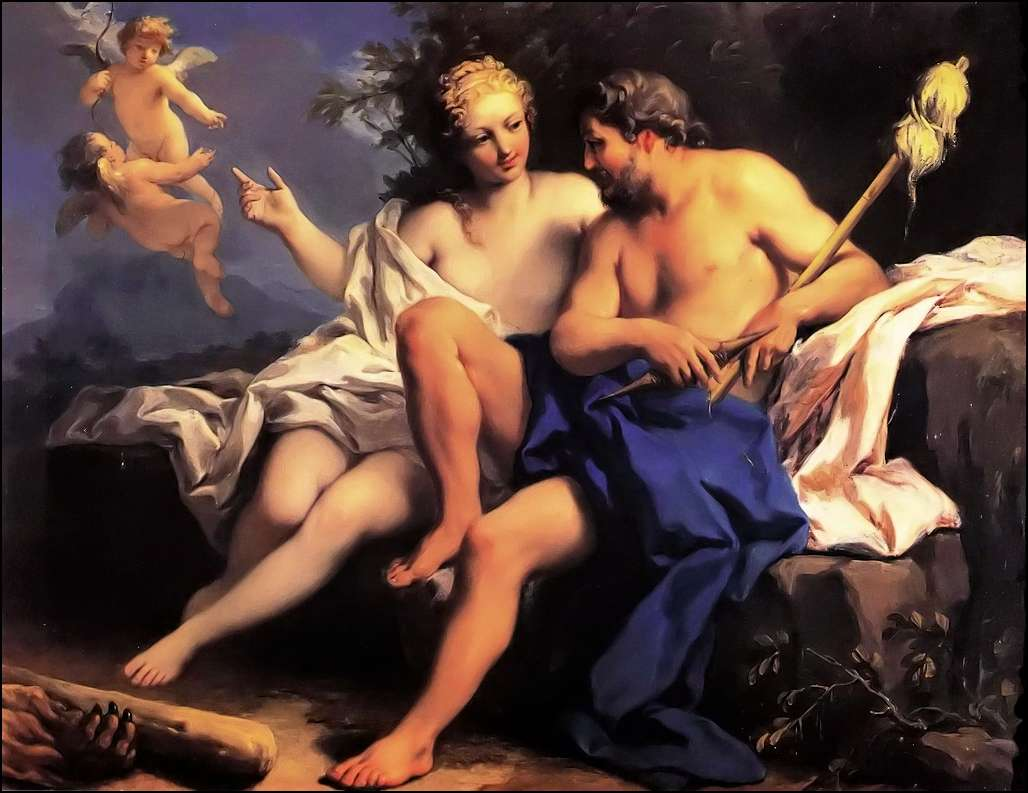
Il dipinto Ercole e Onfale di Jacopo Amigoni, facente parte della Fondazione Terruzzi, conservato al polo museale di villa Margherita.

La regina Margherita giunge per la prima volta a Bordighera nel settembre 1879, ospite presso la villa Bischoffsheim. La regina era rimasta molto scossa a seguito dell'attentato che Umberto I aveva subito a Napoli il 17 novembre 1878 e aveva difficoltà a riprendersi. Per ritemprarsi i medici le avevano consigliato la Riviera e Bordighera. Nel gennaio del 1880, rientrò a Roma, ma il soggiorno a Bordighera fu così piacevole che la regina vi ritornò svariate volte, soggiornando al Cap Hôtel che si trovava in via Virgilio, non lontano da villa Bischoffsheim. L'albergo, che era considerato fra i più belli della zona, si trovava sul fianco della collina e godeva di una vista splendida. Nel 1914, la regina acquistò la villa Bischoffsheim, divenuta nel frattempo villa Etelinda, al nuovo proprietario, Lord Claude Bowes-Lyon, XIV conte di Strathmore e Kinghorne. La villa Etelinda aveva un enorme parco, e fu in questo parco che la regina fece costruire la sua nuova villa.
I lavori cominciarono il 30 marzo 1914 sotto la direzione dell'architetto Luigi Broggi. La villa, costruita in stile barocco del XVIII secolo, possiede un piano seminterrato, un piano terra, due piani superiori e una grande terrazza panoramica all'ultimo piano, da cui parte una passerella che dà accesso alla parte alta del giardino. Nel seminterrato Broggi aveva previsto i locali per il personale di servizio come la stireria, la lavanderia, ecc. e i locali tecnici con la caldaia e il motore per l'ascensore. Il pian terreno prevede l'atrio, la sala delle udienze, la biblioteca, la sala per i ricevimenti e la sala da pranzo. Dall'atrio si accede, attraverso una piccola porta, alla cappella privata della regina.
Grazie a un'imponente scala, illuminata da tre grandi vetrate, si accede ai piani superiori. Le vetrate, ancora originali, sono decorate con il doppio stemma sabaudo tipico della regina Margherita e del re Umberto I, entrambi Savoia.
Al primo piano si trova l'appartamento della regina, composto da un vestibolo, un ufficio, la camera privata ed il bagno. Sempre al primo piano Broggi aveva progettato tre appartamenti più piccoli, uno per la Dama di servizio della regina e gli altri per la famiglia reale. Al secondo piano c'erano l'appartamento privato della Dama di palazzo, la Contessa Maria Cristina Pes, del Primo Gentiluomo della Regina, il Principe Emilio Barbiano di Belgiojoso-Este, e le camere per gli ospiti. I mobili e le suppellettili originali sono quasi tutti scomparsi ma rimangono degni di nota non solo le vetrate ma anche i sovrapporta che rappresentano le residenze sabaude più amate dalla regina come: palazzo Margherita, il castello Savoia a Gressoney-Saint-Jean, e il palazzina di caccia di Stupinigi.
L'architetto Broggi aveva dotato la villa di tutti i comfort dell'epoca, come l'ascensore e i bagni personali legati alle singole camere. Purtroppo a seguito del restauro, si è deciso di mantenere solo il bagno privato della regina. L'ascensore è stato rinnovato e sostituito per motivi di sicurezza, ma la cabina originale, che è stata restaurata, è stata conservata e posta vicino alla sala da pranzo.
Alla fine del mese di ottobre del 1915 i lavori erano conclusi e la villa fu inaugurata il 25 febbraio 1916. A partire da quel momento la regina trascorreva ogni anno svariati mesi a Bordighera, di solito da maggio a dicembre. La regina Margherita morì a Bordighera il 4 gennaio 1926, all'età di 74 anni. Il giorno successivo al decesso, la salma fu portata alla stazione e messa sul treno per essere traslata a Roma, dove fu tumulata al Pantheon. Casa Savoia decise di donare la villa all'Associazione Nazionale delle Famiglie dei Caduti e dei Dispersi in Guerra. Il 16 settembre 2008 la città di Bordighera e la Provincia di Imperia acquistano la villa. Dal giugno 2011, per circa due anni, la villa Margherita è restaurata grazie all'intervento della Fondazione Terruzzi ed ospiterà la collezione raccolta dal magnate milanese Guido Angelo Terruzzi divenendo anche un polo espositivo.

## Curiosità

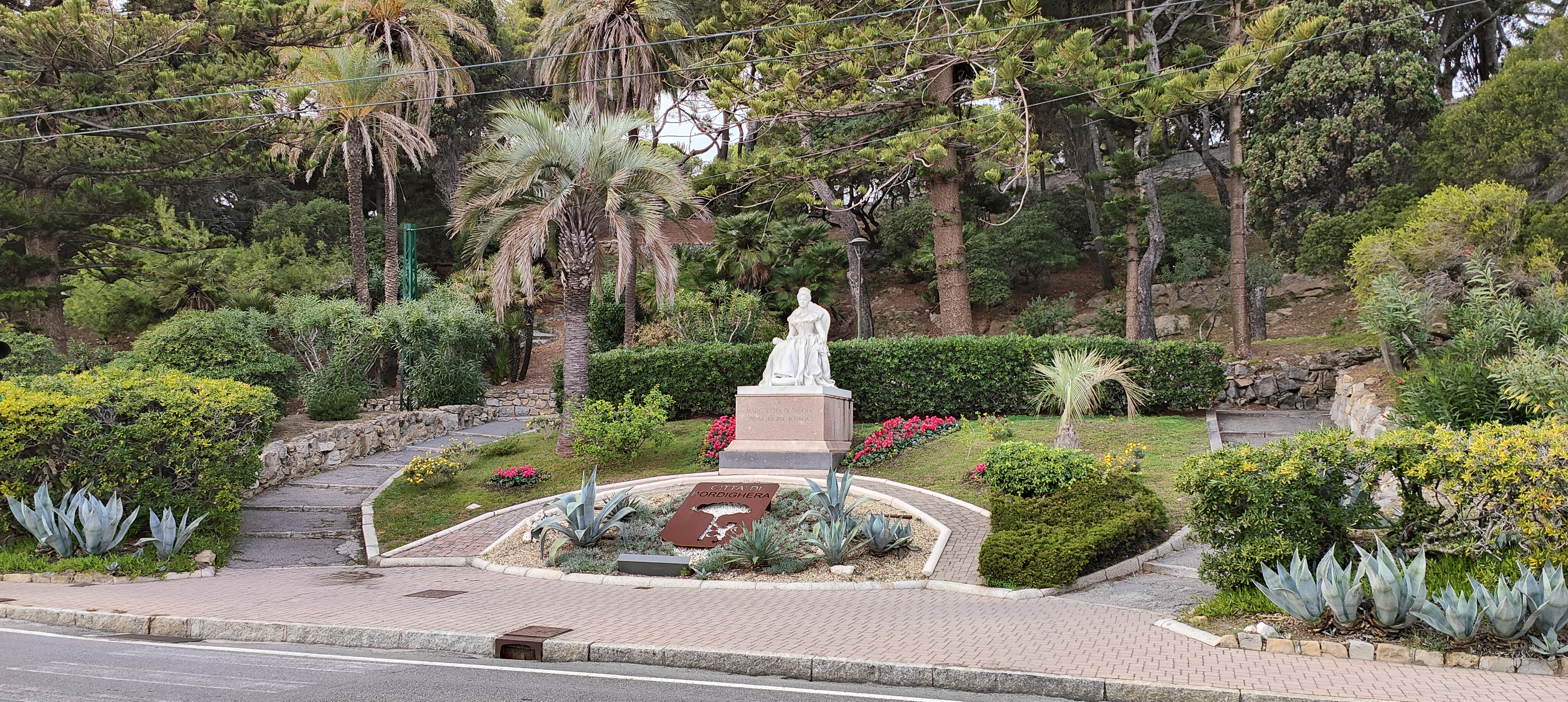
La statua dedicata a Margherita di Savoia

La regina Margherita amava l'arte e la letteratura ed aveva invitato a Bordighera numerosi artisti, sia ai tempi in cui soggiornava al Cap Hotel che nella sua villa. Fra di essi si possono citare: Pompeo Mariani, che già viveva a Bordighera, Giosuè Carducci, Antonio Fogazzaro, Salvator Gotta e Riccardo Zanella. Nel 1922 fu ospite della regina il pittore Vittorio Matteo Corcos che realizzò un ritratto della monarca.
Nell'aprile del 1925, trascorsero alcuni giorni nella villa, l'allora principe Umberto II e la principessa Maria José del Belgio. Il loro primo incontro avvenne nel 1916 al castello di Lispida a Monselice, in Veneto.
Il 4 aprile 1940, la città inaugurò in onore della regina, una statua in marmo bianco realizzata dallo scultore Italo Griselli. La statua si trova ai piedi della pineta del Capo, a breve distanza dalla chiesa di Sant'Ampelio.
Nel 2012 la famiglia Terruzzi, tramite la Fondazione Anna Fiamma Terruzzi, ha finanziato interamente la mostra temporanea "Sguardi sul Novecento", una carrellata di opere di grandi artisti del Novecento quali De Chirico, Balla, Fontana, Campisi, Ligabue, Severini e molti altri.